# Anna Sofia di Brandeburgo
Anna Sofia di Hohenzollern (Berlino, 18 marzo 1598 – Berlino, 19 dicembre 1659) era figlia del duca di Prussia ed Elettore del Brandeburgo Giovanni Sigismondo e Anna di Prussia.

## Biografia
In un primo momento, la principessa venne scelta destinata al Conte Palatino Volfango Guglielmo di Neuburg, ma questo progetto andò a monte, dopo che il Conte litigò con il padre di Anna Sofia.
Venne data in moglie al duca Federico Ulrico di Brunswick-Lüneburg che sposò a Wolfenbüttel il 4 settembre 1614.[1] In occasione del matrimonio Michael Praetorius ha composto la musica di nozze.
Il matrimonio rimase senza figli. Anna Sofia mantenne una storia d'amore con il Duca Francesco Alberto di Sassonia-Lauenburg, che prestava servizio nell'esercito di Tilly. Dopo che il Duca Francesco venne sconfitto in uno scontro a Plesse da Cristiano di Brunswick, costui rinvenne tra le spoglie nemiche una corrispondenza compromettente tra i due amanti, che consegnò al fratello Federico Ulrico. Anna Sofia fu così costretta a rifugiarsi alla corte di suo fratello Giorgio Guglielmo. Anna Sofia scrisse all'imperatore Ferdinando II, lamentando che il marito aveva confiscato i suoi gioielli ed effetti personali, mentre Giorgio Guglielmo scrisse al cognato, chiedendogli di riprendere con sé la moglie e restituirle i gioielli.
Federico Ulrico, dal canto suo, fece escludere la moglie dalle preghiere della chiesa, proibì il pagamento degli interessi sul suo appannaggio e confiscò i suoi beni.
Tuttavia anche se la corte di Wolfenbüttel promosse un concistoro per risolvere il caso, Anna Sofia rifiutò di divorziare e consentire nuove nozze al marito. L'imperatore Ferdinando, che avrebbe dovuto arbitrare la controversia, fallì lasciando il caso nel 1626 all'Elettore Giovanni Giorgio I di Sassonia. Questa Corte ha convocato sotto la presidenza del predicatore di corte Matthias Hoe di Hoënegg, i deputati del Brandeburgo e del Brunswick, senza tuttavia approdare a nulla. Infatti, durante i negoziati, il duca Federico Ulrico morì.
Anna Sofia visse poi nel suo Castello Vedovile di Schöningen. Lì, fondò e promosse attivamente una scuola situata nel mercato [2], che in suo onore venne chiamata Anna-Sophianeum. La duchessa acquistò l'edificio in cui sorse la scuola (oggi adibito a museo), ristrutturandolo e dotandolo di un portale in stile barocco sormontato dalle armi delle casate di Brandeburgo Brunswick.
Anna Sofia si avvalse dell'aiuto di Raban di Canstein che funse da suo consigliere e maresciallo, e che in seguito fece carriera nella corte del di lei fratello. La duchessa, descritta come estremamente intelligente, intraprese abili negoziati abili con le varie parti in lotta nella Guerra dei Trent'anni per tenere fuori il suo appannaggio vedovile dal caos del conflitto e per proteggere l'Università di Helmstedt. A tal fine ella ottenne, il 29 aprile 1629, il trasferimento dell'amministrazione della Città di Calvörde, prima nelle mani del Commissario Imperiale, Barone Onorario David Becker. Inoltre si fece rilasciare lettere di protezione dai capi di tutti gli eserciti, cosicché l'Università e il possesso di Anna Sofia furono le uniche parti del paese protette da attacchi e saccheggi.
Anna Sofia è sepolta nella Cripta degli Hohenzollern nel Duomo di Berlino.

## Ascendenza
|                                     |                      |                                    | Genitori                       |  |  | Nonni |  |  | Bisnonni                        |  |  | Trisnonni                    |  |
|                                     |                      |                                    |                                |  |  |       |  |  | Giovanni Giorgio di Brandeburgo |  |  | Gioacchino II di Brandeburgo |  |
|                                     |                      |                                    |                                |  |  |       |  |  | Giovanni Giorgio di Brandeburgo |  |  | Gioacchino II di Brandeburgo |  |
|                                     |                      | Maddalena di Sassonia              |                                |  |  |       |  |  | Giovanni Giorgio di Brandeburgo |  |  |                              |  |
| Gioacchino Federico di Brandeburgo  |                      |                                    |                                |  |  |       |  |  | Giovanni Giorgio di Brandeburgo |  |  |                              |  |
|                                     |                      | Sofia di Legnica                   | Federico II di Legnica         |  |  |       |  |  |                                 |  |  |                              |  |
|                                     |                      | Sofia di Legnica                   | Federico II di Legnica         |  |  |       |  |  |                                 |  |  |                              |  |
|                                     |                      | Sofia di Legnica                   | Sofia di Brandeburgo-Ansbach   |  |  |       |  |  |                                 |  |  |                              |  |
| Giovanni Sigismondo di Brandeburgo  |                      | Sofia di Legnica                   |                                |  |  |       |  |  |                                 |  |  |                              |  |
|                                     |                      | Giovanni di Brandeburgo-Küstrin    | Gioacchino I di Brandeburgo    |  |  |       |  |  |                                 |  |  |                              |  |
|                                     |                      | Giovanni di Brandeburgo-Küstrin    | Gioacchino I di Brandeburgo    |  |  |       |  |  |                                 |  |  |                              |  |
|                                     |                      | Giovanni di Brandeburgo-Küstrin    | Elisabetta di Danimarca        |  |  |       |  |  |                                 |  |  |                              |  |
| Caterina di Brandeburgo-Küstrin     |                      | Giovanni di Brandeburgo-Küstrin    |                                |  |  |       |  |  |                                 |  |  |                              |  |
|                                     |                      | Caterina di Brunswick-Wolfenbüttel | Enrico V di Brunswick-Lüneburg |  |  |       |  |  |                                 |  |  |                              |  |
|                                     |                      | Caterina di Brunswick-Wolfenbüttel | Enrico V di Brunswick-Lüneburg |  |  |       |  |  |                                 |  |  |                              |  |
|                                     |                      | Caterina di Brunswick-Wolfenbüttel | Maria di Württemberg           |  |  |       |  |  |                                 |  |  |                              |  |
| Anna Sofia di Brandeburgo           |                      | Caterina di Brunswick-Wolfenbüttel |                                |  |  |       |  |  |                                 |  |  |                              |  |
|                                     | Alberto I di Prussia | Federico I di Brandeburgo-Ansbach  |                                |  |  |       |  |  |                                 |  |  |                              |  |
|                                     | Alberto I di Prussia | Federico I di Brandeburgo-Ansbach  |                                |  |  |       |  |  |                                 |  |  |                              |  |
|                                     | Alberto I di Prussia | Sofia di Polonia                   |                                |  |  |       |  |  |                                 |  |  |                              |  |
| Alberto Federico di Prussia         | Alberto I di Prussia |                                    |                                |  |  |       |  |  |                                 |  |  |                              |  |
|                                     |                      | Anna Maria di Brunswick-Lüneburg   | Eric I di Brunswick-Lüneburg   |  |  |       |  |  |                                 |  |  |                              |  |
|                                     |                      | Anna Maria di Brunswick-Lüneburg   | Eric I di Brunswick-Lüneburg   |  |  |       |  |  |                                 |  |  |                              |  |
|                                     |                      | Anna Maria di Brunswick-Lüneburg   | Elisabetta di Brandeburgo      |  |  |       |  |  |                                 |  |  |                              |  |
| Anna di Prussia                     |                      | Anna Maria di Brunswick-Lüneburg   |                                |  |  |       |  |  |                                 |  |  |                              |  |
|                                     |                      | Guglielmo di Jülich-Kleve-Berg     | Giovanni III di Kleve          |  |  |       |  |  |                                 |  |  |                              |  |
|                                     |                      | Guglielmo di Jülich-Kleve-Berg     | Giovanni III di Kleve          |  |  |       |  |  |                                 |  |  |                              |  |
|                                     |                      | Guglielmo di Jülich-Kleve-Berg     | Maria di Jülich-Berg           |  |  |       |  |  |                                 |  |  |                              |  |
| Maria Eleonora di Jülich-Kleve-Berg |                      | Guglielmo di Jülich-Kleve-Berg     |                                |  |  |       |  |  |                                 |  |  |                              |  |
|                                     |                      | Maria d'Austria                    | Ferdinando I d'Asburgo         |  |  |       |  |  |                                 |  |  |                              |  |
|                                     |                      | Maria d'Austria                    | Ferdinando I d'Asburgo         |  |  |       |  |  |                                 |  |  |                              |  |
|                                     |                      | Maria d'Austria                    | Anna Jagellone                 |  |  |       |  |  |                                 |  |  |                              |  |
|                                     |                      | Maria d'Austria                    |                                |  |  |       |  |  |                                 |  |  |                              |  |